# Noah's Ark (label)
Noah's Ark is een platenlabel opgericht in 2006 door Vincent Patty (Jiggy Djé).

## Geschiedenis
Vincent Patty (Jiggy Djé) richtte in 2006 zijn eigen platenlabel op. Met hulp van Kees de Koning (Top Notch) bracht hij zijn debuutalbum uit. Zijn album is getiteld Noah's Ark, en zo noemde hij het label ook. Het label werkt samen met [PIAS] Recordings.
Pas in 2008 brachten ook andere artiesten muziek uit op het label. SpaceKees bracht eerst zijn mixtape uit. Daarna volgde zijn solodebuutalbum, Meer Ruimte. Ook de rapper Murda Turk bracht een ep en een single uit. Jiggy Djé, Tenshun, Terilekst en Frankie Boxcutta brachten samen een album uit, onder de naam Kohfie Konnect. Het album droeg de titel Hetiszover en werd ook als dubbelelpee uitgebracht.
In 2009 kwam Jiggy Djé zijn tweede album uit. De Ark De Triomf werd in Limited Edition uitgebracht en genomineerd voor het beste album van 2009.
2010 begon goed voor Noah's Ark toen het Rotterdamse talent Hef Noah's Ark verkoos boven grote broer Top Notch nadat zijn samenwerking met Streetknowledge was beëindigd. De volgende maand bracht Murda Turk in samenwerking met FS Green op de 19e zijn debuutalbum De Kassier: Een Monnie album uit, waarvoor werd samengewerkt met onder anderen Kempi, Winne, SpaceKees, Hef en Jiggy Djé. Vervolgens trok Murda Turk, die eerder bekendmaakte voortaan zijn oorspronkelijke naam 'Önder' aan te nemen als nieuwe artiestennaam, samen met Hef door Nederland voor de Bang Bros tournee. Ook gaf Hef zijn debuutalbum Hefvermogen opnieuw uit met drie nieuwe tracks, waaronder het nummer Gone.

## Artiesten

### Contracten
| Artiestennaam                                                       | Vanaf |
| ------------------------------------------------------------------- | ----- |
| Cor                                                                 | 2022  |
| Nnelg                                                               | 2022  |
| Kevin                                                               | 2020  |
| Sor                                                                 | 2019  |
| S10                                                                 | 2018  |
| Yung Felix                                                          | 2017  |
| Josbros                                                             | 2016  |
| Tellem                                                              | 2016  |
| Leafs                                                               | 2016  |
| Diggy Dex                                                           | 2016  |
| Def Major                                                           | 2016  |
| Bizzey                                                              | 2016  |
| Jonna Fraser                                                        | 2015  |
| Linde Schöne                                                        | 2014  |
| Bang Bros - Hef - Murda                                             | 2010  |
| Hef                                                                 | 2010  |
| Kraantje Pappie                                                     | 2009  |
| Kohfie Konnect - Jiggy Djé - Tenshun - Terilekst - Frankie Boxcutta | 2008  |
| Murda                                                               | 2008  |
| SpaceKees                                                           | 2008  |
| Jiggy Djé                                                           | 2006  |

Vaste producenten (ook wel Ark Boys genoemd): FS Green, SirOJ en DJ Snelle Jelle.

### Samenwerking
In 2010 werkte Noah's Ark samen met het label Top Notch voor de producent SirOJ. Zijn debuutalbum, Goed Ontmoet, kwam in 2010 uit onder Top Notch en Noah's Ark. De combinatie heet TopArk. In 2015 werkte Noah's Ark opnieuw samen met het label Top Notch voor de rapper Jonna Fraser. Zijn ep Alle Tijd kwam in 2015 uit onder TopArk. Een jaar later ging Jiggy Djé de samenwerking met jeugdvriend Diggy Dex aan en combineerde hij We Want More Music met zijn Noah's Ark, wat leidde tot het album Golven.
| Artiesten    | Samenwerking / Label | Vanaf |
| ------------ | -------------------- | ----- |
| SirOJ        | Top Notch            | 2010  |
| Jonna Fraser | Top Notch            | 2015  |
| Diggy Dex    | We Want More Music   | 2016  |

## Uitgaven

### Singles
| Jaar | Artiest   | Titel single         | van album     | Artikelnummer |
| ---- | --------- | -------------------- | ------------- | ------------- |
| 2008 | SpaceKees | Is het dan zo kut    | Meer Ruimte   | ARK004        |
| 2008 | Önder     | Ze wil Monnie/Succes |               | ARK005        |
| 2009 | Jiggy Djé | Ik Heb Je            | Ark De Triomf | ARK008        |

### Albums
| Jaar | Artiest          | Albumtitel                   | Extra            | Artikelnummer  |
| ---- | ---------------- | ---------------------------- | ---------------- | -------------- |
| 2006 | Jiggy Djé        | Noah's Ark                   |                  | ARK001         |
| 2008 | SpaceKees        | Meer Ruimte                  | +Limited Edition | ARK003         |
| 2008 | DJ Snelle Jelle  | Eerste Versnelling           |                  | (niet te koop) |
| 2008 | Kohfie Konnect   | Hetiszover                   | +2lp             | ARK006         |
| 2009 | Jiggy Djé        | Ark De Triomf                | +Limited Edition | ARK007         |
| 2010 | Önder & FS Green | De Kassier, Een Monnie Album |                  | ARK010         |
| 2010 | Hef              | Hefvermogen                  |                  | ARK011         |
| 2010 | SirOJ            | Goed Ontmoet                 |                  | TopArk01*      |
| 2012 | Kraantje Pappie  | Crane                        |                  | ARK            |
| 2014 | Kraantje Pappie  | Crane II                     |                  | -              |
| 2015 | Hef              | 13                           |                  | ARK            |
| 2016 | Diggy Dex        | Golven                       |                  | -              |
| 2016 | Kraantje Pappie  | Crane III                    |                  | -              |
| 2017 | Hef              | Geit                         |                  | -              |
| 2018 | Kraantje Pappie  | DADDY                        |                  | -              |
| 2020 | Kevin            | Animal Stories               |                  |                |

- [*] = Uitgebracht door Top Notch en Noah's Ark samen: TopArk.

### Ep's
| Jaar | Artiest         | Titel ep            | Artikelnummer |
| ---- | --------------- | ------------------- | ------------- |
| 2008 | Önder           | Turkse Pizza        | ARK002        |
| 2009 | Kraantje Pappie | Boulimia            | ARK009        |
| 2012 | Hef             | Papierwerk          |               |
| 2014 | Önder Doğan     | Goeie Dingen        |               |
| 2015 | Jonna Fraser    | Alle Tijd           | TopArk01      |
| 2015 | Jonna Fraser    | Goed Teken          | TopArk01      |
| 2016 | Def Major       | De Jeugd            |               |
| 2016 | Def Major       | Lachen Naar De Bank |               |

### Mixtapes
| Jaar | Artiest                  | Titel mixtape                               | Artikelnummer  |
| ---- | ------------------------ | ------------------------------------------- | -------------- |
| 2008 | SpaceKees                | Ren nu het nog kan                          | (niet te koop) |
| 2008 | Önder                    | Be On De Kijk Uit                           | (niet te koop) |
| 2010 | Bang Bros (Hef en Murda) | Bang Bros do Lowlands                       | (niet te koop) |
| 2014 | DJ Snelle Jelle          | Snelle Jelle presenteert: 8 Jaar Noah’s Ark | (niet te koop) |